# 阿伊爾山 (印地安納州)
阿伊爾山（英語：Mount Ayr）是一個位於美國印地安納州牛頓縣的城鎮。

## 人口
根據2010年美國人口普查的數據，阿伊爾山的面積為0.45平方千米，當中陸地面積為0.45平方千米，而水域面積為0.00平方千米。當地共有人口122人，而人口密度為每平方千米271人。